# بیست سال با آثار پرویز مشکاتیان
بیست سال با آثار پرویز مشکاتیان ۱، نام آلبوم موسیقی است با آهنگسازی پرویز مشکاتیان که با همکاری گروه عارف در تابستان سال ۱۳۸۲ منتشر شد. این اثر درمجموع شامل ۱۴ آهنگ است. شهرام ناظری در این مجموعه موسیقی تنها تصنیف محبوب من وطن را خوانده‌است.

## شرح

### هنرمندان

#### خوانندگان
- شهرام ناظری
- علی رستمیان
- حمیدرضا نوربخش
- علیرضا افتخاری

#### نوازندگان
- تار: حسین علیزاده، ارشد طهماسبی، حمید متبسم، عبدالرضا رستمیان، کیوان ساکت، تینوش بهرامی، بهرام ساعد
- بم‌تار: شهرام اعتمادی، فرخ مظهری
- عود: محمد فیروزی، شهرام غلامی، بهداد بابایی، محمد دلنوازی
- کمانچه: اردشیر کامکار، علی اکبر شکارچی، حمید طاهری، نوید طاهری، کوروش بابایی، درویش رضا منظمی
- قیچک: رضا آبایی، حسین فرهادپور
- نی: جمشید عندلیبی، عبدالنقی افشارنیا
- تمبک: ناصر فرهنگفر، جمشید محبی، آرش فرهنگ‌فر، محمود فرهمند
- دف:بیژن کامکار، فرهاد عندلیبی، مسعود حبیبی، فرزاد شهسواری
- سنتور: پرویز مشکاتیان
- سنتورباس: محمدرضا رستمیان، محمد آذری

### فهرست
1. تصنیف محبوب من وطن
2. چوپانی
3. تصنیف یار بیگانه
4. تصنیف مه‌رو
5. تصنیف بیا تا گل برافشانیم
6. تصنیف سوختگان
7. بهارا
8. سرانداز
9. چهارمضراب بیداد
10. تصنیف ناکجاآباد
11. داد و بیداد
12. تصنیف دلبرا
13. تصنیف پروانه
14. تصنیف بیا تا گل برافشانیم